# Чемпионат СССР по лыжным гонкам 1944
16-й лично-командный чемпионат СССР по лыжным гонкам проходил в Свердловске с 12 по 18 марта 1944 года. Соревнования проводились по девяти дисциплинам — гонки на 20 и 50 км, эстафета 4×10 км и бег патрулей 20 км (мужчины), гонка на 10 и 15 км, эстафета 3х5 км и бег санитарных команд 5 км (женщины), смешанная эстафета 4х5 км (женщина, мужчина, женщина, мужчина).

## Медалисты

### Мужчины
|                    | Золото                                                                         | Серебро                                                        | Бронза                                                                 |
| ------------------ | ------------------------------------------------------------------------------ | -------------------------------------------------------------- | ---------------------------------------------------------------------- |
| Гонка на 20 км     | Иванов Алексей «Динамо» Москва                                                 | Смирнов Василий «Динамо» Москва                                | Орлов Павел «Зенит» Горький                                            |
| Гонка на 50 км     | Матюшенков Валентин «Динамо» Москва                                            | Смирнов Василий «Динамо» Москва                                | Иванов Алексей «Динамо» Москва                                         |
| Эстафета 4х10 км   | Москва Смирнов Василий Матюшенков Валентин Иванов Алексей Добрышин Алексей     | Горький Лепехов Роман Егоров Борис Латухин Николай Орлов Павел | Свердловск Борин Анатолий Кааристо Велло Карпов Андрей Протасов Михаил |
| Бег патрулей 20 км | Свердловская область Карпов Андрей Нагибин Василий Чернев Герман Волков Леонид | Московская область                                             | Москва                                                                 |

### Женщины
|                            | Золото                                                                 | Серебро                                                 | Бронза                                                         |
| -------------------------- | ---------------------------------------------------------------------- | ------------------------------------------------------- | -------------------------------------------------------------- |
| Гонка на 10 км             | Болотова Зоя «Пищевик» Москва                                          | Зимина Валентина «Локомотив» Москва                     | Дубинина Нина «Крылья Советов» Москва                          |
| Гонка на 15 км             | Болотова Зоя «Пищевик» Москва                                          | Маркова Неонила «Локомотив» Москва                      | Зимина Валентина «Локомотив» Москва                            |
| Эстафета 3х5 км            | Свердловск Горностаева Людмила Шмелькова Анастасия Валентина Максунова | Москва Маркова Неонила Воробьева Екатерина Болотова Зоя | Горький Блаженова Валентина Додонова валентина Шестакова Мария |
| Бег санитарных команд 5 км | Свердловск Шмелькова Анастасия Валентина Максунова Горностаева Людмила | Москва Болотова Зоя Початова Мария Воробьева Екатерина  | Ивановская область                                             |

### Смешанные
|                           | Золото                                                                   | Серебро            | Бронза                |
| ------------------------- | ------------------------------------------------------------------------ | ------------------ | --------------------- |
| Смешанная эстафета 4х5 км | Кемеровская область Лихачева Калентьев Коляденко Анастасия Голафаст Иван | Ивановская область | Новосибирская область |